# Důchodový systém
Důchodový systém je veřejně spravovaný systém s povinnou účastí a cílem snižování chudoby. Důchodové pojištění vznikalo a rozšiřovalo se v průmyslových zemích od konce 19. století. Průkopníkem povinného sociálního pojištění byl Otto von Bismarck v Prusku, který roku 1889 zavedl důchodový systém sociálního pojištění. Souviselo to s prodlužováním lidského života, s růstem bohatství i s rostoucím sebevědomím námezdních pracujících i národních států.

## Rozdělení typů důchodových systémů
Penzijní systémy mohou být klasifikovány do mnoha kategorií, z různých úhlů pohledu. V literatuře se nejčastěji vyskytuje dělení podle provozovatele, dělení podle typu financování a podle typu penzijního plánu. V realitě se tyto různé typy sdružují a tvoří konkrétně fungující systémy.

### Dělení dle druhu financování
Ve světě se vyskytuje pět typů penzijních systémů z tohoto pohledu. Mezi dva jasně nejčastější patří tzv. PAYG financování a kapitálové (fondové) financování. Ostatními jsou: PAYG s rezervním fondem, částečně fondový systém, tzv.: "national funding" (vznik v posledních letech).

#### 1. PAYG
Pay-as-you-go, nebo také průběžné financování funguje většinou ve veřejném sektoru, jeho princip je takový, že na dávky aktuálních penzistů přispívá aktuální pracovní třída. Výhoda tohoto systému je síla systému odolávat ekonomickým změnám státu, protože peníze, které jsou potřeba pro důchody se do systému dostávají v aktuální době. Nevýhodou tohoto systému je náchylnost na demografické změny, přesněji, když poměr penzistů v populaci dlouhodobě roste.

#### 2. kapitálové/fondové financování
Metoda kapitálového financování, známá také jako metoda financování, spočívá v tom, že pojistníci platí pojistné, které je použito na tvorbu kapitálových rezerv. Tyto rezervy jsou pak později použity k výplatě vlastních důchodů. Nahromaděné příspěvky jsou v průběhu času investovány a výsledné výnosy jsou použity ke zvýšení rezerv. Vytvoření dostatečných rezerv k výplatě důchodů trvá dlouho, takže trvá, než se systém stane plně funkčním. Kapitálové rezervy jsou později alokovány ve formě výplat důchodů pojištěncům. Výhodou této metody je však záruka dosažení určité úrovně kapitálových výnosů. Zavedení metody kapitálového financování s sebou nese vyšší administrativní náklady ve srovnání s jinými metodami financování. Penzijní fond, považovaný za jeden z hlavních příkladů, obvykle garantuje určitou úroveň kapitálových výnosů.

### Dělení dle provozovatele
Penzijní schémata mohou být provozována privátně či státně. Většina zemí provozuje své penzijní systémy jako kombinaci těchto dvou. Jejich poměr může měnit bezpečnost, rovnost a výnosnost systému.

#### 1. Státem provozované penzijní systémy
Ve státem provozovaném důchodovém systému je za výběr příspěvků a vyplácení důchodů odpovědný stát. Státní důchody se obvykle dělí do dvou kategorií: paušální důchody a důchody závislé na výdělku. Plošné důchody poskytují všem důchodcům stejnou dávku bez ohledu na jejich výdělky během produktivního věku. Naproti tomu důchody závislé na výdělku se vypočítávají na základě dřívějších výdělků důchodce, přičemž osoby s vyššími výdělky dostávají vyšší dávky ve srovnání s osobami s nižšími výdělky.

#### 2. Penzijní systémy provozované privátním sektorem
Penzijní plány soukromého sektoru spravují soukromé subjekty, které jsou odpovědné za výběr příspěvků od účastníků a výplatu dávek. V praxi existují dva typy penzijních systémů soukromého sektoru: systémy spravované zaměstnavatelem a systémy individuálních účastníků. Systémy spravované zaměstnavatelem jsou spravovány na úrovni zaměstnavatele, který poskytuje penzijní plán jako zaměstnanecký benefit svým zaměstnancům. Naproti tomu individuální účastnická schémata umožňují jednotlivcům spořit si na důchod prostřednictvím penzijních fondů, které spravují soukromé subjekty.

### Dělení dle penzijního plánu
Kromě státního důchodu si můžete vybrat ze dvou hlavních typů penzijních plánů, a to z příspěvkově definovaných a dávkově definovaných.
Stručně řečeno, penzijní plány s definovanými příspěvky vyplácejí penzi na základě toho, kolik peněz bylo do fondu zaplaceno během vašeho života, na základě růstu investic v průběhu času, zaplacených poplatků a způsobu, jakým se rozhodnete peníze v důchodu vybrat. Alternativou jsou penzijní plány s definovanými dávkami, které vyplácejí peníze v závislosti na vaší mzdě, počtu let, které jste odpracovali u svého zaměstnavatele, a na podmínkách systému, v němž jste zapojeni.
Ve většině příspěvkově definovaných systémech je na zaměstnanci, aby do fondu vkládal peníze a podle stanovených podmínek teprve pak zaměstnavateli v nějaké míře zrcadlí tyto příspěvky. Proto je tento systém závislý a účinný pouze pokud příspěvky fungují ze strany zaměstnance. Velkou výhodou tohoto systému je, že je v majoritě případů přenosný mezi zaměstnavateli. Oproti tomu dávkově definovaný systém přenosný není, ale vzhledem k předem určeným podmínkám jak bude zaměstnavatel vkládat peníze do fondu (na základě délky vztahu se zaměstnancem, platu, atd.) je odpovědnost na straně zaměstnavatele.
V historii se zaměstnavatelé kvůli špatnému plánování a vypočtení dávkově definovaných systémů dostali do krize (United airlines, 2002;Bethlehem steel, 2001), proto se tento typ systému tolik ve světě nevyskytuje.

## Důchodový systém v České republice

### Obecná charakteristika důchodového systému v České republice
Důchodový systém v České republice byl od ledna roku 2013 rozdělen na tři penzijní pilíře, od ledna roku 2016 po zrušení II. pilíře je dělen pouze na dva:
- I. pilíř - tzv. Důchodové pojištění. První důchodový pilíř je pro každého občana České republiky povinný. Každý občan ČR, v produktivním věku, odvádí státu 28 % své hrubé mzdy, resp. u osob zaměstnaných odvádí 6,5 % přímo zaměstnanec a 21,5 % zaměstnavatel, osoby samostatně výdělečně činné (OSVČ) odvádí celou tuto částku samy. U prvního pilíře je také zachován současně princip zásluhovosti a princip solidarity. Tyto principy spočívají v tom, že s vyššími odvody na důchodovém pojištění se zvyšuje i důchod dané osoby (princip zásluhovosti), ale s vyšším příjmem dané osoby se důchod zvyšuje pomaleji (princip solidarity).[2][3][4]
- II. pilíř - tzv. Důchodové spoření. Druhý důchodový pilíř byl pro každého občana České republiky dobrovolný. Po vstupu do druhého pilíře občan odváděl již pouze 25 % (resp. 3,5 % přímo zaměstnanec a 21,5 % zaměstnavatel) ze své hrubé mzdy státu (namísto původních 28 %) a 5 % posílal do svého vybraného penzijního fondu. Tento fond pak dané peníze spravoval a zhodnocoval. Druhý pilíř se ale stával častým terčem kritiky např. kvůli nemožnosti z něho vystoupit, nemožnosti předčasného výběru peněz a nedostatečnému počtu klientů (pouze cca 85 000), z těchto důvodů byl nakonec druhý pilíř 1. ledna 2016 zrušen.[5][6] Penzijní systém je udržitelný i bez II. pilíře.[7]
- III. pilíř - tzv. Doplňkové penzijní spoření a Penzijní připojištění. Třetí důchodový pilíř je pro každého občana České republiky dobrovolný. Penzijní připojištění se státním příspěvkem fungovalo do konce roku 2012, po důchodové reformě byli jeho členové od 1. ledna 2013 převedeni do tzv. transformovaných fondů. V těchto fondech jim zůstaly zachovány jejich nároky, což znamená například garance nezáporného hodnocení (tzn. že při nepříznivém vývoji na finančních trzích nesmí být roční zhodnocení příspěvků účastníků méně než nula). Přesto reálná hodnota vkladu klesá.[8] Do těchto fondů již od 1. ledna 2013 nesmí vstoupit žádný nový klient. Novým systémem III. pilíře se stalo doplňkové penzijní spoření vedené v tzv. účastnických fondech (klienti transformovaných fondů do nich mohou kdykoliv přejít). Rozdílem oproti penzijnímu připojištění v transformovaných fondech je ztráta garance nezáporného hodnocení a nároku na výsluhovou penzi, ovšem na druhé straně naopak umožňuje výběr mezi jednotlivými typy fondů. Klient si tak může podle svého uvážení (jednou ročně zdarma) měnit investiční strategii svého spoření a zvolit si tak konzervativní fond s nízkým rizikem, nebo dynamický fond s vyšším potenciálem výnosu. Dále pak jak u penzijního připojištění, tak u doplňkového penzijního spoření je výhodou státní příspěvek, jehož výše je určována podle výše měsíčního příspěvku dané osoby do jím zvoleného penzijního fondu.[9][3][10][4]

### Historie

#### Důchodový systém ČR a jeho proměna mezi lety 1924–2019
První zákon o sociálním pojištění v Československu byl přijat v roce 1924 a poprvé zahrnoval všechny zaměstnance. Nepodařilo se do něj zahrnout pouze osoby samostatně výdělečně činné. Věk odchodu do důchodu byl stanoven na 65 let, přestože byla střední délka života menší. Pokročilé sociální zákonodárství předválečného Československa si brali za vzor například tvůrci sociálního pojištění v tehdejším Řecku.
Další zákon o sociálním pojištění byl přijat v roce 1948. Připravovali ho především sociálnědemokratičtí odborníci. Posunul hranice platnosti pro všechny kategorie pracujících výrazně déle. Pokud platil občan pojištění 20 let, mohl odejít do důchodu již v 60 letech.
Zákon z roku 1965 stanovil rozdílný věk odchodu do důchodu pro muže a ženy. Muži tak měli jednotnou hranici 60 let, zatímco bezdětné ženy odcházely do důchodu v 57 letech, s jedním dítětem v 56 letech, se dvěma dětmi v 55 letech, se třemi a čtyřmi děti v 54 letech a s pěti a více dětmi v 53 letech. Jednalo se o mezinárodní raritu, která byla míněna jako opatření motivující k rození dětí, když nebyly ve státě finance na dětské přídavky. Tento stav setrval až do roku 1996, kdy byl nastartován stálý růst věku odchodu do důchodu. Poslední rozdíl ve věku odchodu do důchodu mezi mužem a ženou bude v roce 2037 (pro ženy s pěti a více dětmi).
Velké změny nastaly po pádu komunistického režimu v roce 1989. V prvních svobodných volbách zvítězilo Občanské fórum. Na základě jeho volebního programu, prosazujícího model sociálně orientovaného tržního hospodářství podobného těm v sousedním Německu a Rakousku, přijala – tehdy ještě československá – vláda dva scénáře: Scénář ekonomické reformy (přijatý v dubnu 1990) a Scénář sociální reformy (přijatý v říjnu téhož roku).
V roce 1992 se, po vítězství neoliberálních a konzervativních politických stran, v politice Klausových vlád začaly prosazovat tendence k omezování role sociálního státu. Pro obě Klausovy vlády (1992–1997) byl charakteristický velmi rezervovaný přístup k sociálnímu státu, doprovázený jeho oslabováním v praxi. V roce 1992 také došlo ke zrušení pracovních kategorií, které by umožnily lidem, pracujícím v namáhavém a zdraví poškozujícím zaměstnání, odejít do důchodu dříve a také s vyšším důchodem. Petrem Millerem (tehdejším ministrem práce a sociálních věcí) jim byl přislíben překlenovací důchod, který by byl financován zaměstnavateli. Nová vláda tento slib nesplnila.
V roce 2009 vláda přišla s tzv. Topolánkovým balíčkem – tento balíček obsahoval řadu změn, především zpřísnění podmínek nároku na důchod. Doba pojištění potřebná pro vznik nároku na starobní důchod se tím měla prodloužit z 25 na 35 roků, měl se omezit zápočet náhradních dob pojištění i pro nárok na starobní důchod na 80 %, postupně se měl zvyšovat důchodový věk (pro muže a pro ženy s žádným nebo jedním dítětem na 65 let a na 62-64 let pro ženy s větším počtem dětí), období pro předčasný nástup do důchodu se tím mělo prodloužit ze tří na pět let, …
V roce 2011 navázala Nečasova vláda s dalšími změnami. Třem čtvrtinám důchodců (kromě těch s nejvyššími nebo nejnižšími důchody) nechala schválit snížení výše přiznaných důchodů ve vztahu k odvedeným příspěvkům na sociálním pojištění. Byl odstraněn horní limit věku odchodu do důchodu. Od roku 2012 byla původně stoprocentní valorizace důchodů podle růstu cen snížena na třetinu. Toto opatření bylo zrušeno v roce 2015 Sobotkovou vládou.
Od 1. 10. 2023 lze do předčasného důchodu odejít nejvýše 3 roky před řádným důchodem, který bude více krácený – za každých započatých 90 dní o 1,5% z výpočtového základu.
Výdaje na důchod v ČR činní přibližně 8 % z HDP, přičemž průměr v EU je přes 12 %. Výdaje na důchod se v ČR do roku 2100 odhadují na maximálně zhruba 12 % z HDP.

#### 1989–2010 - Pokusy o reformu
Po Sametové revoluci bylo jednou z hlavních priorit přizpůsobit existující sociální síť (včetně důchodového systému) tržnímu hospodářství. Po sestavení 1. vlády Václava Klause v roce 1992 vláda v programovém prohlášení uvedla, že mezi její základní úkoly patří mj. transformace dosavadního systému sociálního zabezpečení, tzn. oddělení jeho financování od státního rozpočtu a transformaci na soustavu samostatných pojišťovacích ústavů, financovaných z příspěvků zaměstnavatelů, zaměstnanců a samostatně podnikajících osob, popřípadě státu. Tyto sliby vláda postupně zčásti splnila, např. zákonem č. 42/1994 Sb. o zavedení penzijního připojištění či zákonem č. 155/1995 Sb. o důchodovém pojištění.
V letech 1995–1996 se v reakci na reformy v Maďarsku a Polsku rozproudila odborná diskuze nad možnými scénáři důchodové reformy, včetně zavedení tzv. povinného fondového pilíře. Tento způsob financování byl zmíněn i v prohlášení 2. Klausovy vlády z roku 1996. Ovšem tato vláda vydržela u moci pouze rok a půl, přičemž následující úřednická vláda Josefa Tošovského avizovala, že nebude usilovat o žádná konkrétní opatření a po vítězství ČSSD ve volbách v roce 1998 byl tento přístup odsunut na neurčito. I přes sliby různých vlád nebylo oddělení financování od státního rozpočtu realizováno.
Přelom tisíciletí přinesl stále intenzivnější debatu kolem nutnosti důchodové reformy, avšak všichni zúčastnění si uvědomovali, že takováto reforma bude vyžadovat konsenzus napříč stranami. O jeho dosažení bylo za vlád ČSSD mezi lety 1998–2006 usilováno několikrát, např. vytvořením komise pro důchodovou reformu v Poslanecké sněmovně, nebo tzv. Bezděkovou komisí, která přinesla mimo jiné závěr o nutnosti důchodové reformy. O to samé se pokoušely i vlády ODS mezi lety 2006–2010, také převážně neúspěšně. Nejčastějším důvodem ke sporům mezi vládou a opozicí bylo navýšení věku odchodu do důchodu.

#### Malá a Velká důchodová reforma
Petr Nečas, předseda vlády mezi lety 2010–2013, navázal na své působení ve funkci ministra práce a sociálních věcí a spolu s opoziční ČSSD vytvořil pracovní expertní skupinu, která přinesla hmatatelné výsledky v oblasti tzv. před důchodů, stejně jako zjištění, že skupina odborníků při správných podmínkách může dosáhnout obecně přijatelného a kvalitního řešení.
Ne tak obecně akceptovatelné a kvalitní řešení důchodové reformy byly vládní zákony o Malé a Velké důchodové reformě. Malá důchodová reforma, která mimo jiné zvětšovala důchody pro lidi s vyšším příjmem, byla kritizována především ČSSD jako nedostatečná a elitářská. I přesto ovšem vstoupila v říjnu 2011 v platnost. Velká důchodová reforma (jíž je označováno zavedení II. pilíře důchodového systému), která vešla v platnost v roce 2013, procházela podobnou kritikou, a to nejen ze strany opozice, ale také odborníků. Navíc průzkumy ukázaly, že přes 70 % občanů se zavedením II. pilíře nesouhlasí. Reforma prošla sněmovnou většinou pouze jednoho hlasu, což vedlo prezidenta Václava Klause k jejímu nepodepsání. Důvodem byla podle něj absence odborného konsenzu. ČSSD deklarovala, že pokud vyhraje volby, II. pilíř zruší, a jelikož se tak po pádu Nečasovy vlády a vyhlášení voleb doopravdy stalo, II. pilíř byl ke dni 1. 1. 2016 zrušen.

## Důchodový systém ve Slovenské republice
Slovenská republika přistoupila po roce 2003 k rozsáhlé reformě důchodového systému, po níž se jedno-pilířový systém průběžného financování s mezigeneračním přerozdělením změnil na systém postavený na třech samostatných pilířích.

### Důchodový systém před reformou
Důchodový systém před reformou institucionálně zastřešovala Sociální pojišťovna a byl postaven na principu průběžného financování. Spočíval v tom, že stát, ekonomicky aktivní obyvatelé a jejich zaměstnavatelé, přispívali do společného fondu, z něhož se vyplácely důchody současným důchodcům. Nárok na důchod z tohoto systému vznikal dovršením 60. roku života u mužů a 53. až 57. roku u žen, v závislosti na počtu dětí. K reformě došlo z důvodu nižší míry zásluhovosti. Podle toho by všichni lidé dostávali zhruba stejné důchody bez ohledu na to, kolik během svého aktivního života vydělávali. Lze tedy říci, že ti, co vydělávali relativně více, přispívaly na důchody těm, co vydělávali méně. Lidé tedy nebyli ochotni platit vyšší odvody na důchod, protože maximální výše důchodu, kterou mohli od státu dostat, byla zákonem omezena. Za negativum můžeme považovat i způsob výpočtu důchodu, ve kterém se v úvahu bralo pouze pět výdělečně nejlepších let z posledních deseti let před odchodem do důchodu, což nemuselo odpovídat příjmem z ekonomicky nejlepšího věku člověka.

### Důchodový systém po reformě
Cílem této reformy bylo vytvořit příležitost pro vyšší důchody, které by ve větší míře závisely na vlastním úsilí obyvatelstva. Umožnila také rozšíření zdrojů financování důchodů a tím snížení tlaku na státní rozpočet v budoucnosti. Nový důchodový systém je založen na 3 pilířích: první dva pilíře jsou povinné a třetí je dobrovolný.
- I. pilíř – povinné důchodové pojištění je dávkově definované a průběžně financované pojištění zajišťované sociálním pojištěním. Jeho podstatou je úzká provázanost na ekonomickou aktivitu občanů a jejich příjmů. Projevem výrazného prvku zásluhovosti v tomto systému je propojenost výšky plateb do systému s výškou poskytovaných dávek. Nároky pojištěnce vůči pojišťovně se odvíjejí od zaplaceného pojistného, které je hlavním zdrojem financování systému důchodového pojištění
- II. pilíř – starobní důchodové spoření je příspěvkově definované pojištění financované prostřednictvím kapitalizace, které zajišťují důchodové správcovské společnosti. Druhý pilíř je příspěvkově definovaný, tj. výška důchodové dávky závisí na zaplacených příspěvcích do II. pilíře a jejich zhodnocení. Prostředky střadatelů zařizují penzijní fondy (tzv. DSS-ky). Starobní důchodové spoření má spolu s penzijním pojištěním (I. pilířem) zajistit střadateli příjem ve stáří a pozůstalým v případě jeho úmrtí. Vstup do druhého pilíře pro osoby mladší 35 let je dobrovolný, po vstupu do tohoto pilíře se starobní důchodové spoření stává povinné. Později bylo vystoupení povoleno. Tento pilíř je totiž nevýhodný.[25]
- III. pilíř – dobrovolné penzijní spoření je příspěvkově definované pojištění financované prostřednictvím kapitalizace, které zajišťují doplňkové důchodové společnosti. Penzijní spoření má umožnit účastníkům získat penzijní příjem ve stáří a penzijní příjem v případě skončení výkonu v tzv. rizikových prací. Vstup do třetího pilíře je povinný pro zaměstnance, který takové rizikové práce provádí, a to do 30 dnů od zahájení výkonu těchto prací. Pro ostatní zaměstnance a osoby starší 18 let je vstup do III. pilíře dobrovolný.[26][27]

Ministerstvo práce, sociálních věcí a rodiny dále zavedlo od prvního července 2015 do důchodového systému minimální důchod, který přispívá ke zvýšení životní úrovně důchodců s nízkými důchody a zároveň zajišťuje lidem, kteří celý život pracovali, aby se po odchodu do důchodu neocitli v hmotné nouzi. Pojištěnci, kteří získají minimálně třicet let důchodového pojištění, splní podmínky nároku na důchod a po dovršení důchodového věku je jejich přiznán důchod nižší než minimální, dostávají automaticky minimální důchod. Důchodcům se započítává pouze doba důchodového pojištění, během které byl jejich příjem přibližně na úrovni čtvrtiny průměrné mzdy v daném roce. Výše minimálního důchodu se mění v závislosti na délce takového období důchodového pojištění. Například v roce 2015 byl minimální důchod následující: při 30 letech pojištění 269,50 eura, při 40 letech 311,10 eura atd.

### Důchodové správcovské společnosti
Důchodové správcovské společnosti byly založeny s cílem institucionálně zajistit II. pilíř důchodového systému. Jejich zakladateli mohli být pouze renomované finanční instituce jako banky či pojišťovny. Hlavní náplní činnosti DSS-ek je správa a investování prostředků na osobních důchodových účtech svých střadatelů. Každá důchodová správcovská společnost je ze zákona povinna vytvořit tři penzijní fondy. Střadatel se následně může svobodně rozhodnout, kterou ze správcovských společností si vybere, a v rámci ní který fond si zvolí.

## Úspora na důchod
Státní důchodový systém poskytuje základní úroveň příjmu, která je zaručená, avšak nemusí stačit k udržení stejného životního stylu v důchodu. Individuální spoření nebo investice nabízí potenciál výnosu a potenciál vybudování většího penzijního fondu. Po celý svůj pracovní život spořit a investovat peníze znamená flexibilitu financí - v důchodu je lze využívat libovolně, pokud člověk zemře dříve, peníze může zdědit partner, či děti, ale na druhé straně není nikdy jistota, že se s penězi nic nestane a že o ně člověk nepřijde.
Pokud by člověk investoval 45 let měsíční částku 12 000 Kč se 4% investičním výnosem, získal by celkem přes 18 milionů korun. Po čtyřiceti pěti letech by tato částka měla reálnou hodnotu kolem 8 milionů. Z toho by se dala rozpočítat měsíční penze 55 325 Kč na 17 let. Oproti tomu český důchodový systém by vyplácel 22 415 Kč.